# Кшищоф Скубишевски
Кшѝщоф Ян Скубишѐвски (на полски: Krzysztof Jan Skubiszewski) е полски политик, професор по международно право, първи външен министър след политическите промени през 1989 година.

## Младост, образование и научна кариера
Кшищоф Скубишевски е роден на 8 октомври 1926 г. в Познан. Завършва Юридико-икономическия факултет на Познанския университет. През 1950 г. защитава докторска дисертация на тема „Условия за членство в Организацията на обединените нации“. В периода 1957 – 1958 получава диплома за висше образование в облатта на европеистиката от Университета в Нанси и завършва Harvard Law School. До 1973 г. преподава международно и гражданско право в своята Alma Mater. Научните му интереси са в областта на международното право и международните организации, политиката и правото в ситуация на въоръжен конфликт (с акцент върху последствията от Втората световна война върху европейската политика). Специален интерес посвещава на немската проблематика. Многобройните научни публикации му спечелват международен авторитет. През 1985 г. е удостоен с наградата на Фондация „Александър Хумболт“. Работи като гостуващ преподавател в School of International Affairs към Columbia University (1963 – 1964), в юридическия факултет на Университета в Женева (1971 и 1979) и в All Saints College в Оксфорд (1971 – 1972). От 2002 г. е член на Папската академия за социални науки.

## Политическа кариера
Преди 1989 г. Скубишевски се ангажира с процесите на демократизация в Полша. От 1980 г. членува в Независимия профсъюз „Солидарност“, в периода 1981 – 1984 г. е член на Обществения съвет на полския примас, а от 1986 до 1989 г. членува в Консултативния съвет към Председателя на Държавния съвет на ПНР. Благодарение на авторитета, с който се ползва сред представителите на властта и на демократичната опозиция, през 1989 г. е избран за Министър на външните работи в правителството на Тадеуш Мазовецки. Запазва своя пост в правителствата на Ян Белецки, Ян Олшевски и Хана Сухоцка.
През 1989 г. очертава своите възгледи за проблемите на прехода в Полша по следния начин: „Държавата беше инструмент на СССР. Това противоречеше на принципите за нормално функциониране на държавността“. Дейността му като министър е насочена към възстановяване на статута на Полша като пълноправен субект на международната политичека сцена. Благодарение на неговите усилия е подписан договор за добросъседски отношения и приятелско сътрудничество с Германия, изгражда се Ваймарският триъгълник, който гарантира партньорски отношения между Полша, Франция и Германия, установяват се двустранни отношения с всички съседни държави и се поставят основите на регионално политическо сътрудничество. Скубишевски участва активно в процеса по ликвидирането на Варшавския пакт и Съвета за икономическа взаимопомощ. По негово време започват и преговорите за присъединяване на Полша към НАТО и Европейския съюз.

## Международна дейност. Награди и отличия
След победата на Съюза на демократичната левица в парламентарните избори през 1993 г. Скубишевки се оттегля от министерския пост. Председателства специалния трибунал, свикан в Хага за изясняване на отношенията между САЩ и Иран. Избран е за съдия ad hoc в Международния съд на ООН. През 1993 г. заедно с Ханс-Дитрих Геншер получава наградата на външните министри на Полша и Германия. През 2005 г. е удостоен с полско-германската награда Pomerania Nostra, а през 2009 г. получава Почетен знак „Bene Merito“. Носител е на редица пресижни полски и международни отличия, сред които Орден Бял орел и Кръст за заслуги към Федерална република Германия.
Умира на 8 февруари 2010 г. и е погребан в Пантеона на заслужилите поляци в храма „Божие Провидение“ в столицата Варшава. На негово име е учредена стипендия, която осигурява стаж в областта на правото и политическите науки във Варшавския университет за представители на страни от Централна и Източна Европа, Балканите, Централна Азия и кавказкия регион.